# Джаунпур (округ)
Джаунпур (хинди जौनपुर जिला, англ. Jaunpur) — округ в индийском штате Уттар-Прадеш. Административный центр — город Джаунпур. Площадь округа — 4038 км².
По данным переписи 2011 года население округа составляет 4 476 072 человека: 2 217 635 мужчин и 2 258 437 женщин. Плотность населения — 1113 чел./км². Прирост населения за период с 2001 по 2011 годы составил 14,89 %. На 1000 мужчин приходится 1024 женщины. Уровень грамотности населения — 73,66 %: 86,06 % мужчин и 61,70 % женщин. 88,59 % населения исповедуют индуизм; 10,76 % — ислам; 0,18 % — буддизм; 0,11 % — христианство и 0,36 % — другие религии.
По данным прошлой переписи 2001 года население округа насчитывало 3 911 679 человек. Уровень грамотности взрослого населения составлял 59,84 %, что соответствовало среднеиндийскому уровню (59,5 %).